# Julio Edson Uribe
Pour les articles homonymes, voir Uribe.
Julio Edson Uribe Elera, né le 9 mai 1982 à Lima au Pérou, est un footballeur international péruvien. 
Évoluant au poste de milieu de terrain, il est le fils de Julio César Uribe, grande gloire du football péruvien des années 1970 et 1980.

## Biographie

### Carrière en club
Formé au Sporting Cristal, Julio Edson Uribe fait ses débuts au Juan Aurich de Chiclayo en 1999. Entre 2000 et 2003, il poursuit sa carrière à l'étranger dans des clubs mexicains (Tecos FC, Jaguares de Colima), argentins (Rosario Central, CA Huracán) et au CD Maldonado en Uruguay.
À partir de 2003, sa carrière se poursuit globalement au Pérou, sauf une expérience en Colombie en 2005 à l'Unión Magdalena. Un contrat avec Târgu Mureș (Roumanie), en 2011, avorta au dernier moment. En 2007, il signe au Cienciano del Cusco au sein duquel il dispute deux éditions consécutives de la Copa Libertadores en 2007 (quatre matchs, un but) et en 2008 (trois matchs). En 2013, il rejoint l'Alianza Lima où il remporte son seul titre en club, le Torneo del Inca, en 2014.
Il termine sa carrière à l'UTC de Cajamarca où il joue de 2015 à 2016.

### Carrière en équipe nationale
Edson Uribe est convoqué par son père, Julio César Uribe, alors sélectionneur du Pérou, à l'occasion de la Copa América 2001 en Colombie. Cette convocation suscita la controverse au Pérou en raison du lien familial entre les deux. 
À la fin, il joue deux matchs du tournoi contre le Paraguay (match nul 3-3) et l'hôte colombien (défaite 3-0). Il ne jouera plus en sélection nationale par la suite.

### Carrière d'entraîneur
Alors qu'il jouait encore pour l'UTC, son dernier club, Edson Uribe obtient son diplôme d'entraîneur en 2016. Il connaît sa première expérience sur les bancs à la tête du Maristas de Huacho en 2020.

## Palmarès(joueur)
Alianza Lima
- Torneo del Inca (1) :
  - Vainqueur : 2014.